# Charles Elwes
Charles Richard Jeremy Elwes, född 15 juli 1997, är en brittisk roddare.
Elwes studerade vid Yale University och tävlade i rodd för deras universitetslag Yale Bulldogs.

## Karriär
Elwes tog silver i fyra med styrman vid junior-VM 2014 i Hamburg och silver i fyra utan styrman vid junior-VM 2015 i Rio de Janeiro.
Vid U23-VM 2017 i Plovdiv tog Elwes silver tillsammans med Robert Hurn, Thomas Digby och Sholto Carnegie i fyra utan styrman. Vid U23-VM 2018 i Poznań tog han återigen silver i fyra utan styrman, denna gång tillsammans med David Ambler, Sam Nunn och Felix Drinkall. Vid U23-VM 2019 i Sarasota tog Elwes guld tillsammans med David Ambler, Thomas Digby och Freddie Davidson i fyra utan styrman.
Under 2021 var Elwes en del av Storbritanniens lag som tog guld i åtta med styrman vid EM i Varese och brons vid OS i Tokyo.
Under 2022 var Elwes en del av Storbritanniens lag som tog guld i åtta med styrman vid både EM i München och VM i Račice. Under 2023 var han en del av Storbritanniens lag som försvarade sina guld i åtta med styrman vid både EM i Bled och VM i Belgrad. Under 2024 var Elwes en del av Storbritanniens lag som tog sitt fjärde raka EM-guld i åtta med styrman vid EM i Szeged.